# Newberry (Michigan)
Newberry é uma vila localizada no estado americano de Michigan, no Condado de Luce.

## Demografia
Segundo o censo americano de 2000, a sua população era de 2686 habitantes.
Em 2006, foi estimada uma população de 1561, um decréscimo de 1125 (-41.9%).

## Geografia
De acordo com o United States Census Bureau tem uma área de
2,5 km², dos quais 2,5 km² cobertos por terra e 0,0 km² cobertos por água. Newberry localiza-se a aproximadamente 235 m acima do nível do mar.

## Localidades na vizinhança
O diagrama seguinte representa as localidades num raio de 88 km ao redor de Newberry.